# Louise Cox
Virginia Louise Cox, AO (geboren 1939 als Virgina Louise Gowing) ist eine australische Architektin. Sie war die erste Frau, die das Präsidium des Royal Australian Institute of Architects (RAIA) übernahm und die zweite Frau, die das Präsidentenamt der Union Internationale des Architectes (UIA) innehatte und dort die erste australische Architektin.

## Leben

### Jugend und Ausbildung
Virginia Louise Gowing wuchs an der Nordküste Sydneys auf. Ihr Vater arbeitete im Einzelhandel, während ihre Mutter vier Kinder großzog.
Cox schloss ihr Architektur-Studium 1963 an der School of Architecture, Design and Planning der Universität Sydney mit dem Bachelor ab. Anschließend trat sie ihre erste Stelle als Assistenzarchitektin im Architekturbüro Peddle, Thorp and Walker in Sydney an und zog schließlich für zwei Jahre nach London, wo sie im Büro von Chamberlin, Powell and Bon arbeitete. Zurück in Australien schrieb sie sich noch einmal an der Universität Sydney ein, diesmal für Stadt- und Landplanung, und schloss dieses Studium 1971 ab.

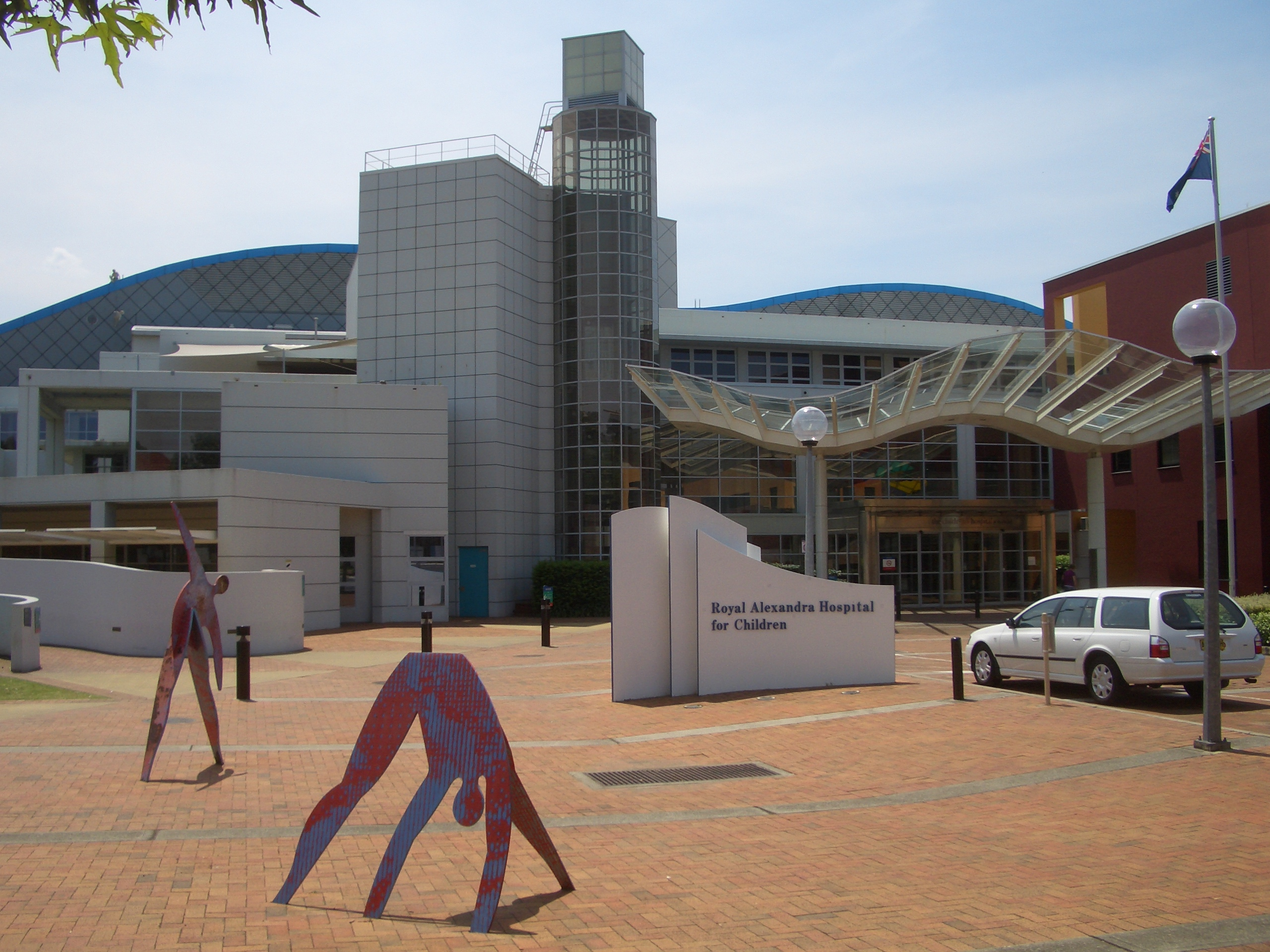
Royal Alexandra Hospital for Children, Westmead, Australien

### Architektin
Ab 1968 arbeitete sie als Architektin bei McConnell Smith and Johnson. Nach 12 Jahren wurde sie von 1980 bis 1997 Direktorin des Architekturbüros. In dieser Zeit realisierte sie zahlreiche Projekte in Australien und Malaysia zum Thema Förderung des Kulturerbes und der Gestaltung großer Gesundheitseinrichtungen.

### Berufsständisches Engagement
Neben ihrer Tätigkeit als Architektin hat sich Cox über fünfzig Jahre lang in zahlreichen Organisationen und Regierungsgremien für die Belange des Berufsstandes eingesetzt. Cox war in fast dreißig Gremien und hochrangigen Ausschüssen in verschiedenen Berufsbereichen tätig, unter anderem als Mitglied des Heritage Council of New South Wales, als Mitglied zahlreicher beratender Ausschüsse, die die Regierungen von New South Wales und des Commonwealth in den Bereichen Architektur, Bauwesen, Wohnungsbau, öffentliche Arbeiten und Baunormen unterstützen, sowie als Schatzmeisterin und Präsidentin von Docomomo.
Nachdem sie in den sechziger Jahren als studentisches Mitglied beigetreten war, engagierte sich Cox von 1986 bis 1996 stark im Royal Australian Institute of Architects und war in zahlreichen lokalen und nationalen Ausschüssen tätig. Cox war als erste Frau sowohl Präsidentin des New South Wales Chapter des Royal Australian Institute of Architects (1988–1990) als auch dessen 56. Nationale Präsidentin (1994–1995).
1990 begleitet Cox ihren Ehemann Philipp nach Montreal, der dort auf einem Kongress der Union Internationale des Architectes (UIA) eine Rede hielt. Sie wurde ebenfalls Mitglied, 1996 in den Rat der UIA für die Region IV (Asien und Ozeanien) gewählt und 2002 zur Vizepräsidentin der Region IV ernannt. Von 2008 bis 2011 war Cox Präsidentin der UIA. In den sechzig Jahren ihres Bestehens hatte die UIA nur einen Präsidenten aus der Region Asien und Ozeanien gehabt: Jai Bhalla aus Indien im Jahr 1978. „Es ist wirklich wichtig, dass diese Region vom Rest der Welt verstanden wird“, sagte Cox, als sie das Amt antrat. Innerhalb der UIA hatte spielte sie eine Schlüsselrolle bei der Entwicklung der UNESCO-UIA-Charta für die Architekturausbildung, beim Education Policy Paper, beim UNESCO-UIA-Validierungssystem und bei der UN-HABITAT World Urban Campaign.
Cox war darüber hinaus Mitglied beim Royal Institute of British Architects (RIBA), bei der Royal Society of Arts (FRSA) und dem Korea Institute of Registered Architects (KIRA).

### Lehrtätigkeit
Darüber hinaus lehrte Cox an der University of Sydney und der University of New South Wales (NSW), wo sie eine außerordentliche Professur innehatte.

### Auszeichnungen
Cox wurde 1999 zum Mitglied der Generaldivision des Order of Australia (AM) für Verdienste um die Architektur ernannt. Im Jahr 2000 wurde sie zum Vorstandsmitglied von Standards Australia gewählt, einer australischen Standardisierungsorganisation, und nahm diese Funktion bis 2009 wahr. 2003 erhielt sie vom Royal Australian Institute for Architects den Marion Mahony Griffin Prize.
2011 wurde Cox vom französischen Minister für Kultur und Kommunikation, Frédéric Mitterrand, zum Ritter des Ordre des Arts et des Lettres ernannt. Mitterrand lobte Cox für ihre „beispielhafte Aufmerksamkeit für natürliche und urbane Kontexte, den Respekt für die Umwelt und ihre Transformation“. Mitterrand schloss damit: „Durch Ihr tatkräftiges Engagement und Ihren föderativen Enthusiasmus leisten Sie einen wichtigen Beitrag zur Neuausrichtung der Architektur von morgen, in der die Ästhetik mehr denn je mit dem Prinzip der Verantwortung verwoben ist.“
Im Jahr 2013 wurde Cox mit dem National President's Prize (2013) des Royal Australian Institute of Architects ausgezeichnet. In der Begründung der Jury hieß es: „Ihr enormes Geschenk an die Architektur und den Berufsstand sowohl hier als auch in Übersee war leidenschaftlich, hartnäckig, pragmatisch, engagiert und ein selbstloses Angebot an das Allgemeinwohl. In Anerkennung dieses anhaltenden Engagements und ihrer weitreichenden Arbeit im Dienste der Architektur und ihres Wertes für die Allgemeinheit wurde sie als Empfängerin des Preises des Präsidenten ausgewählt.“ Sie wurde außerdem zum lebenslangen Mitglied (LFRAIA) ernannt.
2014 wurde Cox als Offizier des Order of Australia (AO) für „herausragende Verdienste um die Architektur in der Praxis, in Führungspositionen bei internationalen Berufsverbänden und in der Architekturausbildung und Denkmalpflege“ ausgezeichnet.
In zahlreichen Organisationen war Cox Ehrenmitglied: beim Japan Institute of Architects (JIA), beim Royal Architectural Institute of Canada (RAIC), beim Korean Institute of Architects (FKIA), beim New Zealand Institute of Architects (FNZIA), bei der Federación de Colegios de Arquitectos de la República Mexicana (FCARM), beim American Institute of Architects (FAIA) und den United Architects of the Philippines (FUAP).

## Privates
Louise heiratete Philip Cox, einen Architektenkollegen, im April 1972 in Sydney. Sie sind inzwischen Jahrzehnte geschieden. Aus der Ehe gingen zwei Töchter, Charlotte und Sophie, hervor.

## Bauprojekte (Auswahl)
- Neubau des Royal Alexandra Hospital for Children, Sydney, Australien
- Neubau des Royal Prince Alfred Hospital, Sydney, Australien